# تنگه کارا

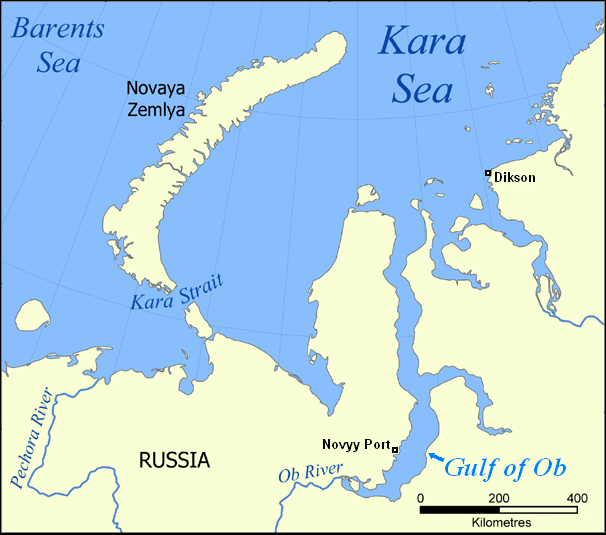
موقعیت تنگهٔ کارا

تنگهٔ کارا یا پرولیف کارسکیا وروتا (به روسی: Пролив Карские Ворота) نام تنگه‌ای با پهنای حدوداً ۵۶ کیلومتر (۳۵ مایل) در اقیانوس منجمد شمالی است که در بین نوایا زملیا و جزیره وایگاچ  در شمال بخش اروپایی روسیه واقع شده و دریاهای کارا و بارنتز را به‌یکدیگر مرتبط می‌سازد.